# Luis Alberto Ambroggio
Luis Alberto Ambroggio (Río Tercero, Córdoba, Argentina, 11 de noviembre de 1945) es uno de los poetas más representativos de la escritura hispana en los Estados Unidos. Es además Presidente de la Delegación de Washington de la Academia Norteamericana de la Lengua Española. Por sus veinticinco libros escritos y por su trayectoria en pro de las letras hispanas ha recibido múltiples premios y reconocimientos. Sus poemas están parcialmente traducidos al inglés, francés, rumano, turco, chino, catalán, coreano, hebreo e italiano.

## Biografía
Nació en Río Tercero —Ctalamochita, en nombre indígena—entre la Pampa y la Sierra de la Provincia de Córdoba, Argentina; pueblo, río y embalse que Charles Darwin había estado investigando 100 años antes. Hijo del Dr. Ernesto Pedro Ambroggio, dentista, fundador de uno de los primeros Institutos de Ortodoncia en Córdoba y de Perla Lutereau de Ambroggio, catedrática de filosofía en las universidades Nacional y Católica de Córdoba, “reconocida y temida pedagoga, anti-dictaduras, expulsada de la universidad por los policías a caballo, mujer de fe profunda y al mismo tiempo admiradora de Nietzsche, mujer que sin duda tiene una influencia decisiva en la personalidad y la vocación de su hijo”.2 Estudió la primaria en Córdoba y la secundaria en Rosario. Desde muy pequeño sintió una gran atracción por la lectura de libros como los de Salgari y Verne que dejaría después por el estudio de los filósofos clásicos griegos y por una de sus grandes revelaciones, Erasmo. Antes de los quince años ya había escrito poemas y ganado concursos de poesía. Su madre notando esta habilidad le regaló una antología de César Vallejo que daría comienzo a su importante trayectoria en el mundo de la poesía.
Durante sus años universitarios continuó su interés por Platón, Aristóteles, Agustín de Hipona y luego por los postulados de Racine, Voltaire, Kant, Nietzsche. De ahí que su primera publicación haya sido un tratado filosófico—un manual de epistemología en colaboración con su madre. Hoy sus lecturas filosóficas se inclinan más por el pensamiento de Ricoeur y Wittgestein. En Argentina se doctoró en filosofía y completó otros estudios doctorales en Ciencias Sociales en The Catholic University of America. Tiene además una maestría en negocios de Virginia Tech University.
En 1967 llega a los Estados Unidos. Invitado por el Programa de Liderazgo de las Naciones Unidas hizo un internado en el Congreso y trabajó después en el comité del Gabinete de la Casa Blanca para el desarrollo de la población hispana durante el gobierno de Nixon, en la Pan American Development Foundation y en la Embajada Argentina de Washington D. C.
En 1976 fundó una importante empresa, Aerospace International Marketing (AIM), vendida en el 2001y en la que continuaría como Consejero Principal de la Junta Directiva hasta el 2008. Debido al éxito de su compañía con la que negociaba a nivel de países, utilizó los viajes a varios continentes para acrecentar conocimientos en su praxis poética. A lo largo de su vida asistió a congresos o participó en recitales pudiendo intercambiar ideas y amistad con personalidades como Borges, Cardenal, Alegría, Cuadra, Saramago, Pinsky, entre muchos otros.

## Publicaciones
Ha dado recitales y conferencias en más de 30 universidades incluidas la Universidad de Salamanca, las de Wake Forest, Hofstra, Nueva York, Virginia, Georgetown, Jerusalén, las Universidades Nacionales de Córdoba, Tucumán, Mar del Plata, UNAN de Nicaragua, UNAM de México, Austral de Chile y en las Bibliotecas Nacionales de Madrid, Buenos Aires, Santiago, El Salvador, Ottawa y la Biblioteca del Congreso de Estados Unidos. Como miembro de la facultad de la Universidad de Massachusetts y de Florida Golf Coast University ha dictado seminarios especializados. Ha traducido poemas de William Carlos Williams, D.H. Lawrence, Dylan Thomas y Robert Pinsky.
Tiene publicados 20 poemarios de los cuales cuatro son bilingües, un libro sobre el arte de la escritura poética, otro sobre Estados Unidos Hispano y uno de cuentos:

2018 - "Principios póstumos", Ed. Calambur, Barcelona, 2018
• 2016 - "Todos somos Whitman/We are all Whitman". Arte Público Press, Univ. Of Houson.
• 2015 - "Tribute to the Road/Homenaje al Camino" (Bilingual version). México-Barcelona, Vaso Roto Ed.
• 2015 - "Estados Unidos Hispano". Nueva York, Colección Dorada, Long Island al Día Ed.
• 2015 - "Antología Poética de Luis Alberto Ambroggio". Madrid, Lord Byron Ed.
• 2014 - "En el jardín de los vientos. Obra poética 1974-2014". Edición crítica publicada por la Academia Norteamericana de la Lengua Española. New York: 2014.
• 2014 - "Todos somos Whitman". España-México, Vaso Roto Ed.
• 2013 - "Cuentos de viaje para siete cuerdas y otras metafísicas". Indianapolis: Palibrio Ed.
- 2012 - Homenaje al Camino. Córdoba, Argentina: Alción Editora.

- 2011 - La arqueología del viento/The Wind’s Archeology. Madrid-México: Vaso Roto Ediciones. (Premio International Latino Best Book Award 2013 por su versión bilingüe).

- 2009 - Difficult Beauty. Selected poems 1987-2006. Yvette Neisser-Moreno, ed. New York: Cross-Cultural Communications.

- 2009 - La desnudez del asombro. Madrid: Lord Byron Ediciones.

- 2009 - El arte de escribir poemas. Apuntes para no llevar necesariamente el apunte. Nueva York: Urpi Editores.

- 2005 - Los tres esposos de la noche. San José, Costa Rica: Casa de Poesía.

- 2005 - Laberintos de humo. Buenos Aires: Ed. Tierra Firme.

- 2002 - El testigo se desnuda. Madrid: Asociación Prometeo de Poesía.

- 1997 - Por si amanece: cantos de guerra. Washington D.C: Horizonte 21 Editores.

- 1997 - Los habitantes del poeta. Washington DC: Horizonte 21 Editores.

- 1995 - Poemas desterrados. Buenos Aires: Academia Iberoamericana de Poesía.

- 1994 - Oda ensimismada. Buenos Aires: Alicia Gallegos.

- 1992 - Hombre del aire. Sevilla: Gallo de vidrio.

- 1987 - Poemas de amor y vida. Los Ángeles: Puertas Press.

Entre las antologías que ha dirigido están:
"Antología de poetas laureados estadounidenses", Vaso Roto Ed., 2018.
• "Knocking on the Door of the White House: Latina and Latino Poets in Washington, D.C.", Luis Alberto Ambroggio, Carlos Parada and José Ballesteros, Zozobra Publishing, 2017.
• "Labios de Arena". Embajada de los Estados Unidos de América Managua, Nicaragua: 2014.
• "Antología. Festival Latinoamericano de Poesía". Ciudad de Nueva York 2012. Carlos Aguasaco, Luis Alberto Ambroggio, Karla Coreas, eds. Nueva York: Urpi Editores, 2012.
- De Azul a Rojo. Voces de Poetas Nicaragüenses del siglo XXI. Managua: Embajada de los Estados Unidos de América y Centro Nicaragüense de Escritores, 2011.

- Al pie de la Casa Blanca. Poetas Hispanos de Washington, DC. Luis Alberto Ambroggio y Carlos Parada Ayala, eds. New York: Academia Norteamericana de la Lengua Española, 2010.

- Autores varios (2023).  Jarquín, Carlos Javier, ed. Canto planetario: hermandad en la Tierra. Costa Rica: HC Editores. ISBN 979-8850092115.

Tiene inéditos varios libros, entre ellos tres libros de ensayo: "Filosofía, poesía y memoria", "Whithman, Borges, Darío, Vallejo y otras literaturas", "Revolución Religion y Cultura; análisis antropológico de las ideologías de la liberación de América Latina en los 60"; tres libros de narrativa: "Cuentos perdidos", "Ficciones en el Museo de la Risa", y "La felicidad de las sombras". Y dos libros de poemas: "Cantos del Encuentro" (antología bilingüe) y "El escondite de los plagios".

## Obra ensayística
Como crítico y ensayista se ha especializado en la poesía de los Estados Unidos escrita en español, en temas relacionados al bilingüismo, la identidad y al estudio crítico de reconocidos poetas como Borges,
Vallejo, Gabriela Mistral y Darío que le han merecido el nombramiento como Miembro Honorario del Instituto y Patrimonio cultural Rubén Darío. Entre sus ensayos más representativos se encuentran:
• “Ruben Dario y Walt Whitman”. New York: North-American Academy of the Spanish Language, 2017.
• “Thomas Jefferson and the Spanish Language: Praxis, vision, and political philosophy”, en https://www.academia.edu/7435568/THOMAS_JEFFERSON_AND_THE_SPANISH_LANGUAGE_PRAXIS_VISION_AND_POLITICAL_PHILOSOPHY
• “Spanish is my land.” La Tolteca (Otoño 2014): 54-55 https://issuu.com/latolteca/docs/latolteca_fall_2014-70pgs-final3
• “Anti-olvido”, Homenaje a Nicanor Parra, en Decenio, Revista Centroamericana de Cultura, n.º 15, diciembre de 2015, 11-13.
- Memoria poética hispana de EE.UU.: historia y contexto teórico. Nueva York: Academia Norteamericana de la Lengua Española, 2012.

- “La filosofía de la memoria poética.” Alba de América 31.59 (2011): 274-86.

- “Gabriela Mistral, La extranjera: complejidad poética de su desarraigo y pertenencia” en Gabriela Mistral y los Estados Unidos, Gerardo Piña-Rosales et al., eds. Nueva York: Academia Norteamericana de la Lengua Española, 2011.

- “Representantes de los movimientos literarios: en la poesía escrita en español en los Estados Unidos: Modernismo, Pre/Post/Neo y otros ismos.” Alba de América 30.57-58 (2011): 214-27.

- “Rubén Darío y Antonio Machado: dos poetas, dos continentes, tres poemas y un camino” en Fondo Documental de Prometeo:[3]

- “Rubén Darío y César Vallejo: unidos en un poema ‘El Retablo’.” Revista Carátula[4]

- “Esperanza en la piedra del silencio: la poesía de César Vallejo y Paul Celan.” Ensayo leído en la Universidad de Hofstra. Fondo Documental de Prometeo,:2008[5]

- “Borges y Rubén Darío.” Fondo Documental de Prometeo, 2007[6]

- “Convergencias y divergencias: Rubén Darío y Pablo Antonio Cuadra.” Fondo Documental de Prometeo:[7]

- “Bilingüismo e identidad.” Ensayo inaugural leído en la Alcaldía de Toronto, Canadá:[8]

- “La poesía puertorriqueña.” Enciclopedia del Español en los Estados Unidos. New York: Instituto Cervantes y Editorial Santillana, 2008. 672-77.

- “El teatro puertorriqueño.” Enciclopedia del Español en los Estados Unidos. New York: Instituto Cervantes y Editorial Santillana, 2008. 738-42.

- “La poesía de Estados Unidos en español.” Hispanos en los Estados Unidos: Tercer pilar de la Hispanidad. Gerardo Piña-Rosales et al., eds. Nueva York: Teachers College, Columbia University, 2004. 197-:213.[9]

- “The Latin American Man and his Revolution.” Conscientization for Liberation. Louis Colonnese, ed. Washington D. C.: Division for Latin America Unite States Catholic Conference Washington D. C. 1971. 3-22.

## Estilo
Ambroggio escribe varios poemas y varios géneros a la vez: poesía, ensayos, cuentos que va guardando en cuadernos. En algunos de sus poemarios se reflejan distintas etapas de su vida: período agnóstico, comprometido, social, amoroso, del exilio. En Por si amanece. Cantos de guerra interpreta el tema de la violencia en las guerras pero enfatizando a su vez la cultura de la paz. En Poemas de amor y vida incorpora lo que él mismo llama “un amor polifacético” de hijo, padre, esposo. Aviador aficionado, en Hombre del aire medita desde un aeroplano sobre la transitoriedad y las contradicciones de la existencia.3 La teoría de Poemas desterrados es que “todos somos exiliados, todos venimos de un paraíso perdido”. Sin embargo, en casi todos sus libros, su palabra se descarría de los temas centrales y engendra inesperadas aventuras, como se ve en La arqueología del viento/ The Wind’s Archeology o en Oda ensimismada: “Si me doy al cielo/ y su partitura de estrellas/ no necesito peso/ seré parte de un lugar creciente/ para la luz de mis sueños./ Habré pesado mi abismo/ y la medida de mi cumbre” (50). Su búsqueda de conocimiento ha sido incesante por lo que su poesía transita entre las perplejidades y certezas de la vida con sumo control y notable belleza expresiva (Introducción a El exilio y la palabra).

## Crítica
Gerardo Piña-Rosales, Director de la Academia Norteamericana de la Lengua Española, encuentra que en “la obra poética de Luis Alberto Ambroggio oímos a veces la voz doliente de César Vallejo, la voz sibilina de Jorge Luis Borges, la voz atormentada de Luis Cernuda, la voz amante de Pedro Salinas, la voz viril de José Hierro, la voz asordinada de Rilke, la voz ventrílocua de Fernando Pessoa.”4 Para el Poeta Laureado Robert Pinsky “la calidad esencial de la poética de Luis Alberto Ambroggio es la inmediatez: imágenes vivas que se sienten sin mediación, aunque sabemos que son, desde lo más profundo, productos de arte. Se trata aquí de una mente filosófica que insiste siempre sobre la inmensa primacía del encuentro, lo empírico" [5]
Según Oscar Hijuelos, Ambroggio posee una expresión inimitable: “uno se deleita con la sombra de sus palabras.”5 Para Moraima de Semprúm Donahue, es un artífice de la palabra, defensor de los oprimidos de la política del Primer Mundo y poeta de los cielos: “el de la bóveda celeste y sus derivados … cielo, azul, aire, vuelo, espacio, nubes, universo, celeste, astros, Osa, las pléyades, Escorpión y Sagitario con sus múltiples metáforas que representan paralelamente: naves estelares, pájaros Sputnik, estaciones del espacio, y formas de símbolos mitológicos e históricos …se llama a sí mismo ‘piloto del viento, piloto de lo inmenso y microscópico,’ ‘piloto de huesos castigados’” (El testigo se desnuda 9-16). Adriana Corda sostiene que “Luis Alberto Ambroggio elige un poder invisible, sin territorio ni identidad, como símbolo de un profundo malestar cultural a nivel colectivo y como responsable de refractar las moradas dantescas a nivel individual, lo parodia, lo ironiza, lo acusa, lo limita …”6 Miguel Fajardo Korea indica que los epígrafes de Ambroggio son cruciales porque reflejan “una especie de archivo del alma” del escritor. No sólo los títulos de los libros de Ambroggio sino “los subtítulos llevan a un universo único que seduce, que impele a que la imaginación quede presa en ellos, como se ve en ‘El farol seco’ o ‘La muerte del tiempo’ de su poemario, El testigo se desnuda, en ‘Ritos evaporados’ de Los habitantes del poeta o ‘Jugando con Humo’ de Laberintos de Humo… Ambroggio tiene una incesante curiosidad intelectual que queda tamizada en el verso como un consistente deseo de entender la existencia humana sin nunca perder la dignidad trágica … Todos sus libros son además de joyas literarias tratados metafísicos en miniatura” (Introducción a El exilio y la palabra).

### Estudios críticos

#### Libros
- Tezanos-Pinto, Rosa, ed. El exilio y la palabra. La trashumancia de un escritor argentino-estadounidense.. Buenos Aires: Editorial Vinciguerra, 2012.

- Zeleny, Mayra, ed. El Cuerpo y la Letra. La poética de Luis Alberto Ambroggio. Nueva York: Academia Norteamericana de la Lengua Española: 2008.

#### Conferencias y cursos
- Corda, Adriana. “Poética del retorno en ‘Azahares de la Memoria’ de Luis Alberto Ambroggio.” XLVII Congreso Asociación Canadiense de Hispanistas ACH-CAH University of New Brunswick and Saint Thomas University,:Fredericton, New Brunswick, Canadá, mayo de 2011.

- Palacios, Conny. “Arte poética y palabra en ‘’Los Habitantes del Poeta’’ de Luis Alberto Ambroggio. ” XLVII Congreso Asociación Canadiense de Hispanistas ACH-CAH, University of New Brunswick and Saint Thomas:University, Fredericton, New Brunswick, Canadá, mayo de 2011.

- Pino, Miriam. “Dos poemas migrantes: “La lengua materna” de Eduardo Espina y “Otredad” de Luis Alberto Ambroggio.” XXXIV Simposio Internacional de literatura del Instituto Literario Cultural Hispano,:“Nuestra América en sus Bicentenarios. Homenaje a Ernesto Sábato,” Buenos Aires, Argentina, octubre de 2010.

- Pozzi, Edna. “Bilingüe, un verdadero desafío.” XXXIII Simposio Internacional del Instituto Literario Cultural Hispano, Universidad de Jujuy, Argentina, agosto de 2008.

- Corda, Adriana. “El discurso del poder, la memoria y el exilio en los textos poéticos de Luis Alberto Ambroggio.” Universität Zu Kõln, Facultad de Filosofía, enero de 2006.

- Corda, Adriana “Identidad y memoria en la lírica de Luis Alberto Ambroggio.” I Congreso Internacional de Literatura, Buenos Aires, octubre de 2006.

- Corda, Adriana. “El Discurso de la Identidad en Los habitantes del poeta de Luis Alberto Ambroggio.” X Congreso Nacional de Lingüística, Universidad Católica de Salta, julio de 2005.

- Corda, Adriana. “Disociación del signo poético en Laberintos de Humo de Luis Alberto Ambroggio.” XXVI Simposio Internacional de Literatura Presente y Futuro de la Literatura Hispanoamericana:Universidad de Los Lagos, Puerto Montt, Chile. Agosto, 2005.

## Premios y distinciones
Es miembro numerario de la Academia Norteamericana de la Lengua Española y correspondiente de la Real Academia Española, Presidente de la Delegación de la Academia Norteamericana de la Lengua Española en Washington D. C., Director de la Academia Iberoamericana de poesía, Enviado Cultural del Departamento de Estado para Nicaragua y El Salvador, Curador del Smithsonian Institution para eventos literarios, Miembro Emérito del Círculo de Escritores Venezolanos, Miembro Honorario del Instituto y Patrimonio Cultural Rubén Darío de León, Nicaragua, Presidente Adjunto y Miembro Honorario Fundador de las Naciones Unidas de las Letras, Presidente de la Comisión de Poesía y Política como Miembro del Directorio del Instituto plaza, Vicepresidente del Consejo Mundial de la Unión Hispanoamericana de Escritores, Cónsul del Movimiento Poetas del Mundo en Washington D. C. y miembro de numerosas instituciones como SIADE, Academy of American Poets, Asociación Canadiense de Hispanistas, PEN, Instituto Literario Cultural Hispano. Ha recibido reconocimientos de la Embajada Argentina en Washington D. C., de la Universidad Matías Delgado de El Salvador, de la Junta de Cultura de Andalucía, de la IES, Alcalá de Guadaira, Sevilla, del Estado de Guanajuato, México, de la Sociedad Argentina de Artes, Ciencias y Letras en la Legislatura de Córdoba, Argentina y numerosos diplomas y premios, entre ellos, ganador de la Convocatoria de la TVE sobre poemas de la soledad en 2004, el de Excelencia de la Asociación Prometeo de Poesía, Madrid, el Premio Internacional de poesía “Simón Bolívar El Libertador” 2010 y la beca Fulbright-Hays para publicar la antología De azul a Rojo así como por sus actividades literarias en Nicaragua. Su obra poética ha sido seleccionada para los Archivos permanentes de Literatura Hispanoamericana de la Biblioteca del Congreso de los EE.UU y forma parte de antologías publicadas y virtuales, revistas, suplementos culturales y textos de Literatura; entre ellos: Pasajes, Bridges to Literature, Breaking down barriers, Keystone y Encuentros. Otros premios destacados incluyen: La medalla Trilce Medal otorgada por la Universidad de Trujillo, Perú (2016). Nombrado Hijo Adoptivo de la ciudad natalicia de Cesar Vallejo(2017). Doctor honoris causa (2011), Tel Aviv, Israel
Escritor del año Portal de Poesía Contemporánea 2012 2.